# Kanton Coutras
Kanton Coutras (fr. Canton de Coutras) je francouzský kanton v departementu Gironde v regionu Akvitánie. Tvoří ho 12 obcí.

## Obce kantonu
- Abzac
- Camps-sur-l'Isle
- Chamadelle
- Coutras
- Les Églisottes-et-Chalaures
- Le Fieu
- Les Peintures
- Porchères
- Saint-Antoine-sur-l'Isle
- Saint-Christophe-de-Double
- Saint-Médard-de-Guizières
- Saint-Seurin-sur-l'Isle